# 詔
詔（しょう／みことのり）は、天子（皇帝・天皇）の命令、またはその命令を直接に伝える国家の公文書。特にこの文書形式のものを詔書（しょうしょ）（英:Imperial edict）と称する。主として、古来より国家・朝廷の大事に際し、広く一般に天皇の意思を伝達するために発布された。御言宣（みことのり）、大御言（おおみこと）とも。

## 律令制のもとでの詔書
秦の始皇帝の時に定められた詔は、日本の律令にも取り入れられた。律令制においては、公式令（くしきりょう）に詔書の書式が定められていた。重要事項の宣告に用いられ、天皇は署名せず、草案に日付を書き（御画日）、成案に可の字を書いた（御画可）。また、公卿全員の署名を必要とした。詔書は天皇と公卿全員の意見の一致が必要であり、手続きが煩雑なため、即位、改元など儀式的な事項にのみ用いられるようになった。
1. 中務省の内記が草案を作成し、天皇が一旦それに日付を加える（御画日）[注釈 1]。
2. 中務省の責任者3名（卿・大輔・少輔）が内記の記した官位姓の下に自署を行い、それぞれの下に「宣」「奉」「行」の一字を記す。これを「案文」と称する。
3. 案文の複製を「成案の草案」として作成して再度中務省の責任者の署名を加えて天皇御璽（内印）を押印した後に太政官に送付し、今度は外記が大臣・大納言の官位姓を記して日付を加える。
4. 草案は、天皇への奏請の一文とともに太政官の会議にかけられて太政大臣以下の大臣・大納言の自署を加えた後に大納言が天皇にこれを覆奏する。
5. 天皇は覆奏された草案の年月日の横に「可」の字を記入する（御画可）。ここで成案の草案は正式な詔書となる。
6. 更にこれの複製を作成するとともに弁官によって詔書の実施を命じる太政官符が作成される。ここで詔書の内容が宣命として口頭で伝達される（誥）とともに太政官符が交付されて詔書が発効するのである。

## 大日本帝国憲法のもとでの詔書
大日本帝国憲法のもとでは、天皇の行為のうち「皇室ノ大事ヲ宣誥（せんこう）シ及大権ノ施行ニ関スル勅旨ヲ宣誥スルハ別段ノ形式ニ依（よ）ルモノヲ除クノ外詔書ヲ以（もつ）テス」るものと定めていた。詔書の様式については大きく分けて皇室に関する「宮務詔書」と憲法に基づく天皇大権発動の際に出される「政務詔書」の2つに分けられていたが、具体的な種別や手続については「公式令」において定められていた。最も有名なものが玉音放送の原稿である「大東亜戦争終結ノ詔書」。文体は文語体で片仮名と漢字で表記されていた。

## 日本国憲法のもとでの詔書
日本国憲法施行以降、文体は口語体で平仮名と漢字を使用して表記される。日本国憲法には、詔書についての一般的な法律の規定はない。法律上明定されているのは、国会の召集詔書だけである。
なお、国会の召集のほか、衆議院解散及び衆議院議員総選挙、参議院議員通常選挙の施行の公示も詔書によって行われている。詔書には、天皇の署名（御名）が行われ、かつ、御璽が押され、さらに内閣総理大臣が署名（副署）している。

## 文書上の規定
「詔」の字は臨時の大事に用い、「勅」は尋常の小事に用いる。